# Hay Shire
Koordinaten: 34° 30′ S, 144° 51′ O

Hay Shire ist ein lokales Verwaltungsgebiet (LGA) im australischen Bundesstaat New South Wales. Das Gebiet ist 11.325,9 km² groß und hat etwa 2.900 Einwohner.
Hay liegt im Südwesten des Staates an Murrumbidgee und Lachlan River etwa 720 km westlich der Metropole Sydney. Das Gebiet umfasst 6 Ortsteile und Ortschaften: Hay, Hay South, Maude, One Tree und Teile von Booligal und Booroorban. Der Sitz des Shire Councils befindet sich in Hay in der Südhälfte der LGA, wo etwa 2.300 Einwohner leben.

## Verwaltung
Der Hay Shire Council hat acht Mitglieder, die von den Bewohnern der LGA gewählt werden. Hay ist nicht in Bezirke untergliedert. Aus dem Kreis der Councillor rekrutiert sich auch der Mayor (Bürgermeister) des Councils.